# Rivetina compacta
Rivetina compacta är en bönsyrseart som beskrevs av Aare Lindt 1980. Rivetina compacta ingår i släktet Rivetina och familjen Mantidae. Inga underarter finns listade i Catalogue of Life.